# 乙女の祈り (バダジェフスカの曲)
「乙女の祈り」（おとめのいのり、ポーランド語の原タイトルはModlitwa dziewicy第4番、フランス語ではLa prière d'une vierge）はポーランドの作曲家、テクラ・バダジェフスカ (1834あるいは1838–1861) の作品である。

## 原曲

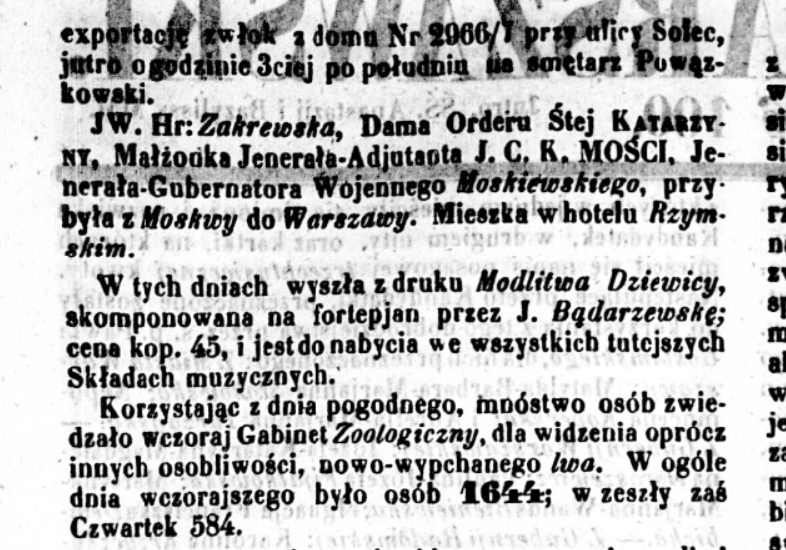
日刊紙「Kurjer Warszawski」（1851年4月14日発行）より「乙女の祈り」出版を報じる記事。

1851年4月14日発行のワルシャワの日刊紙に「最近ボンダジェフスカ嬢作曲による《乙女の祈り》というピアノ曲が出版された。楽譜は各ミュージック・ショップで購入可能。価格は45コペイカ」という内容の記事が掲載された。楽譜はまずワルシャワで出版され、続いて1858年9月にフランスの音楽雑誌「La Revue et Gazette Musicale」の付録としてパリで発表された。世界各国の80以上の出版者から刊行され、幅広く人気を博したが、「芸術的価値はない」と評されている。中級のピアノ奏者向けで、中程度の難易度の短いピアノ曲である。 魅力的でロマンチックなメロディーが好まれている一方で、感傷的なサロンふうの駄作と言われることもある。 ピアニストで学者のアーサー・レッサーは「愚かな時代遅れの曲」と評している。
続編として、同じ作曲家により「かなえられた祈り（「乙女の祈り」への答え）」が作曲された。

## カントリーミュージック
アメリカの音楽家ボブ・ウィルズはニューメキシコ州のロイにある理髪店にいる時にフィドルで「乙女の祈り」を演奏しているのを聴き、その曲をウェスタンスウィング風に編曲した。ウィルズはまず、1935年に器楽曲としてそれを公表し（ヴォーカリオンレコーズ03924、1938年に発表）、すぐにウィルズの定番曲になった。後に、バック・オーウェンスの1965年のナンバーワンアルバムI've Got a Tiger By the Tailをはじめとして、多くのカントリーアーティストが演奏するスタンダードな楽曲になった。今でもウェスタンスウィングのバンドのレパートリーの定番である。
ウィルズは「乙女の祈り」の歌詞を書き、1941年にトミー・ダンカンのボーカルで再録音された（オーケー・レコーズ06205）。歌詞はタイトルを反映している。ボーカルのある「乙女の祈り」をカバーしたカントリーシンガーは比較的少ないが、レイ・プライスのトリビュート・アルバム San Antonio Rose (1962)やウィリー・ネルソンのアルバムRed Headed Stranger（2000年のCD再発行版収録、1975年のLPには未収録）」に収録されている。どちらの歌手もウィルズが書いた歌詞を若干変更して使用した。エヴァリー・ブラザースも1973年に録音している。
ウィルズは1963年のアルバムBob Wills Sings and Playsで3回めの録音を行っている。彼が1970年にナッシュヴィルの作曲者の殿堂入りした時、「乙女の祈り」が作品のひとつとして言及された。 

## その他のメディア
欧米
- おそらく、「乙女の祈り」を使用したものでもよく言及されるのは1930年にクルト・ヴァイルとベルトルト・ブレヒトが作った音楽劇『マハゴニー市の興亡』である。第1幕の途中で登場し、売春婦やその客がよく訪れる安酒場で、調子外れなピアノで演奏される。ヤーコプ・シュミットはマハゴニーの住人の1人であるが、この歌が「永遠の芸術」だと言った。

- 「乙女の祈り」はアントン・チェーホフの『三人姉妹』第5幕で舞台裏から聞こえてくる。

- リチャード・ロジャースとロレンツ・ハートの人気曲"It Never Entered My Mind"は最後から二番目のメロディーにこの歌を用いた。

- 英仏合作の2013年の連続テレビ番組『トンネル』で、イギリス系フランス人の俳優で歌手のシャルロット・ゲンズブールがフランス語と英語を混ぜて「乙女の祈り」を歌いながらナレーションを行った。

アジア
- 日本では明治時代に「乙女の祈り」が知られて以降、多くのメディアで使用されている。主な例を下記に記す。
  - JR東海が設置するホームドアでは、開閉時にこのメロディが流される。
  - JR東日本では、上越線小千谷駅の接近メロディとして使用されている。また、大崎駅では、山手線外回り、3・4番線ホームの発車メロディとして、使われていたことがある（永楽電気製）。
  - パトライト製のスピーカーに収録されており、東武鉄道の一部駅では信号開通時のメロディとして採用されている。

◦国鉄時代に国鉄キハ81系気動車、国鉄20系客車でこの曲が車内チャイムとして使用されていた。
-   - 青森県でも、2009年の時点で「乙女の祈り」が信号機の音響装置のメロディーとして用いられていた。
  - 桃谷順天館提供番組（『明色ものまね歌合戦』など）のオープニングキャッチBGMに使用されている。
  - 連続アニメ『Strawberry Panic!』の挿入ピアノ曲としても登場している。
  - 日本各地のごみ収集車のメロディとして使われている。

- 台湾のごみ収集車で使用されている。住民たちが自分のごみを出さなければならない時に、ごみ収集車が「乙女の祈り」のメロディーで呼びかける合図をする。

### 文学
- 「乙女の祈り」はメアリー・ウィルキンズ・フリーマンの怪談The Wind in the Rose-Bush （1903年出版）において、気味の悪い場面で使われている。主人公が空き家のように見える家からピアノを弾く音で目が覚め、階段を下りて急いでピアノを弾いているのは誰か見ようとするが、そこには誰もいないということが分かる。